# アフガニ

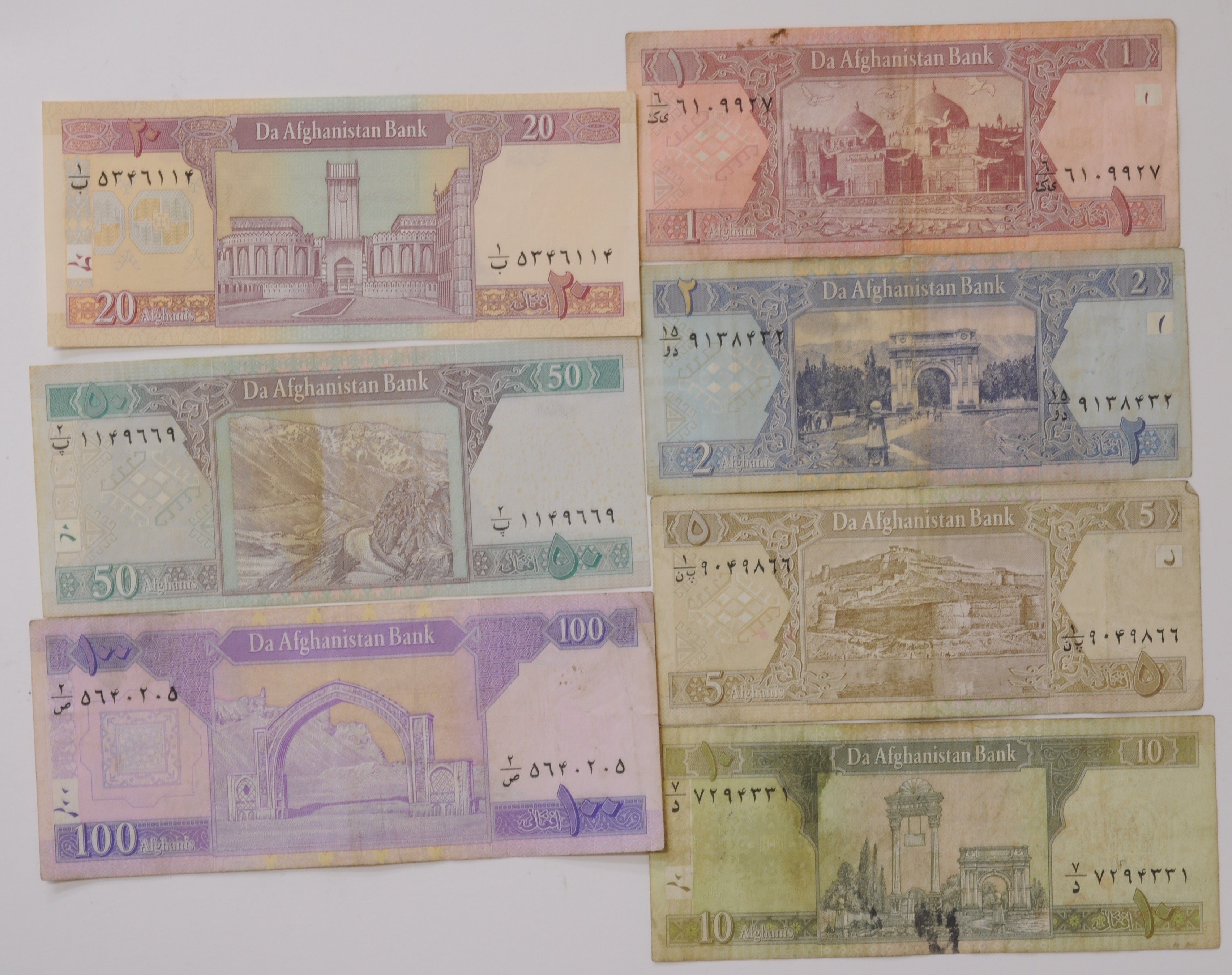
アフガニ紙幣

アフガニ（افغانۍ アフガーニー、Afghani）は、アフガニスタンの通貨単位。ISOコードはAFN。2020年9月2日現在、1ドル=77.34アフガニ。補助通貨単位はプル（pul）で、1アフガニ=100プル。ただし現在、プルは流通していない（流通している最低単位は1アフガニである）。
2002年10月7日に行われたデノミによって1,000旧アフガニが1新アフガニとなり、新紙幣も発行された。その際、ISOコードもそれまでのAFAからAFNに改められた。
発行はアフガニスタン銀行（Da Afghanistan Bank）が行う。

## 歴史
1925年、これまで通貨であったアフガン・ルピーに代わって導入された。ソビエト連邦撤退後のアフガニスタン紛争 (1989年-2001年)では様々な派閥が独自に通貨を濫造したことから価値が急落した。アフガニスタン・イスラム首長国（ターリバーン政権）は紙幣を印刷せず、アフガニスタン・イスラム国の紙幣を使用し続けた。

### 旧アフガニ
新アフガニが登場するまでのアフガニスタンでは2種類のアフガニ紙幣があった。
公式通貨の扱いを受けていたのはダフラティとよばれる紙幣。ソ連撤退後の1992年に誕生したラッバーニー政権下で発行された紙幣である。1996年、ラッバーニーはターリバーンによって首都のカーブルを追われ北部同盟に参加することになるが、この際紙幣の印刷原盤を持ち出しており、モスクワでダフラティは印刷され続けた。
2つ目はジュンビシ。北部同盟のドスタム将軍派が大量に印刷した偽紙幣で、インフレを起こしてターリバーン政権の経済を混乱させる目的があった。近年ではジュンビシはダフラティの半分の価値として扱われていた。
ターリバーン時代には1米ドル=7万アフガニほどのレートだったが最高額紙幣は1万アフガニ。アフガニスタンの人々は高額取引の際に、何千枚ものお札の中にジュンビシが混じっていないかどうかを確認する必要があった。

### 新アフガニ
デノミによって値動きはひとまず落ち着いたものの、政治情勢の悪化によって再び不安定となった。その影響から市場では米ドルが広く流通していており、公式・非公式問わず使用されていた。2021年8月にターリバーン政権が復活すると、経済制裁を受けアフガニの価値が急落した。ターリバーンはアフガニの使用を推奨するため、11月3日にすべての外貨の使用を禁じた。

## 記号の符号位置
| 記号 | Unicode | JIS X 0213 | 文字参照        | 名称         |
| ---- | ------- | ---------- | --------------- | ------------ |
| ؋    | U+060B  | ‐          | &#x60B; &#1547; | アフガニ記号 |